# Benet IX
Benet IX, nascut Teofilacte III dels comtes de Túsculum (Roma, 1007 - 1012 aproximadament – Grottaferrata, entre el 18 de setembre de 1055 i el 9 de gener de 1056), va ser el 145è papa de l'Església Catòlica del 1033 al 1045 i després per segona vegada el 1045, (147è) i un tercer en el període de dos anys 1047-1048 (150è).
Durant la seva vida es va asseure al tron papal tres vegades. El primer pontificat va acabar amb l'exili als turons Albans. El segon va acabar per un altre motiu: Benet va abdicar per vendre el títol pontifici al seu padrí. És, doncs, el quart papa a haver abdicat, després de Climent I, Poncià i Silveri.

## Orígens
La data de naixement de Teofilacte no es coneix exactament. Membre de la nissaga dels comtes de Túsculum, fill del comte Alberic III; la seva mare era una de les germanes de Joan XV. La noble família Tuscolani havia donat a l'Església els dos últims papes, Benet VIII i Joan XIX, com a prova de l'alt nivell de poder que havia assolit. Va rebre la nominació com a cardenal pel papa Benet VIII en una data desconeguda.

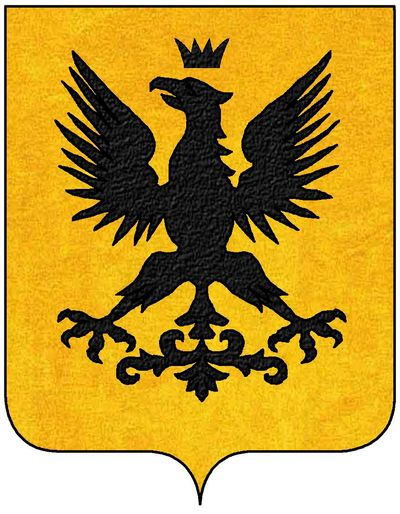
Escut dels comtes de Túsculum

## L'elecció al tron papal
Va succeir el seu oncle, Joan XIX, i era també nebot de l'immediatament anterior a aquest, Benet VIII. La seva família va tenir una notable importància a Roma, atès que del seu llinatge en van sortir set papes, que van afavorir la influència imperial sobre els Estats Pontificis.
Com si fos una mena d'herència, el seu pare el va col·locar al tron pontifici a través de suborns el 21 d'octubre de 1032; la consagració va tenir lloc l'1 de gener. La família Tuscolani ja exercia de facto el poder civil sobre la ciutat: el germà gran del pontífex, Gregori, era senador de la ciutat. De la historiografia medieval sorgeix la hipòtesi que en el moment de les eleccions encara era un adolescent. Al contrari, els historiadors moderns, observant les nombroses contradiccions presents a les fonts medievals, creuen més probable que en el moment del seu accés al tron papal tingués uns vint-i-cinc anys. Tant si tenia dotze anys,  durant altres divuit, o vint-i-cinc, encara es pot dir que Benet IX va ser un dels papes més joves de la història.

## El primer pontificat (1033-45)

### Govern de l'Església
En l'àmbit teològic i doctrinal, Benet IX va romandre en l'estela de l'ortodòxia. El 1035 va esclatar una revolta a Milà. Aleshores l'arxidiòcesi estava governada per Ariberto d'Intimiano. Pretenia crear un vast domini autònom, independent tant de l'emperador Conrad II de Francònia com de Roma, però els senyors feudals menors no estaven disposats a sucumbir al seu poder. D'aquí la causa de la revolta. Conscient que Ariberto s'havia convertit en un perill, el 26 de març Benet IX el va excomunicar i el va declarar deposat.
Cinc anys més tard, el 1040, el papa Benet va decidir revocar l'excomunió d'Aribert. El mateix any va anar a Marsella, a la Provença, per consagrar l'església de Sant Víctor i proclamar, en un concili local, la treva Dei, és a dir, la pau que havia de regnar els dies sants del calendari litúrgic.
Les cròniques de l'època atribueixen a Benet IX decisions valentes i importants per a l'Església, en les quals va mostrar fermesa i audàcia. Convocà dos sínodes per posar ordre als oficis eclesiàstics, sovint conferits pels bisbes simoníacs o ja deposats del sacerdoci. El 1042 va canonitzar, només set anys després de la seva mort, el monjo Simeó de Siracusa, la causa del qual de canonització havia estat promoguda per Poppone, el futur papa Damas II. Finalment, va ser el punt d'inflexió de la disputa centenària entre les diòcesis de Grado i Aquileia.

### Relacions amb l'emperador
Des del punt de vista polític no es va desvincular de la línia dels seus predecessors, mantenint bones relacions amb l'emperador Conrad II de Francònia per tal de preservar el poder dels Tusculans sobre Roma i els camps circumdants, així com Sabina i Umbria. L'any 1037 el pontífex va anar a Cremona per trobar-se amb l'emperador i donar suport a la política imperial al nord d'Itàlia contra Aribert que, malgrat l'excomunió, encara tenia al seu costat la classe dels milites (nobles). El mateix any l'emperador va emetre la Constitutio de feudis a Milà (8 de maig de 1037) sobre la base de la qual els varvassors van obtenir l'herència i la inalienabilitat de les seves terres i títols. La Constitutio, però, va tenir l'efecte d'unir la classe milites, que es va reunir encara més al voltant de l'arquebisbe, veritable garant dels interessos milanesos. Conrad II va haver de cedir (més tard va morir el 1039).

### L'exili a Monte Cavo (1044-45)
Teofilacte era jove, tenia vint anys, però no pas dotze, com s'havia arribat a afirmar. Poc se sap dels seus actes de govern, tret que va celebrar dos o tres sínodes a Roma i va concedir una sèrie de privilegis a esglésies i monestirs. El seu caràcter era molt diferent dels seus predecessors, era una persona violenta i llicenciosa, i va portar una vida dissoluta i fos considerat una vergonya per a la seu de Sant Pere. El primer pontificat de Benet IX va acabar el setembre de 1044 o entre finals de 1044 i principis de 1045.
Se sap del cert que va ser una revolta popular la que va obligar Benet a fugir de Roma, fins que va trobar refugi a la fortalesa tusculana de Monte Cavo. Les causes de la revolta es poden remuntar probablement a l'enfrontament entre les faccions tusculana i antitusculana liderades pels Crescenzi, i que aleshores van col·locar el bisbe de Sabina, Giovanni Crescenzi Ottaviani, al tron papal. El seu candidat va ser elegit papa el 13 de gener i consagrat el 20 de gener amb el nom pontifici de Silvestre III.

## Retorn a la seu de Pere i abdicació (1045)
El pontificat de Silvestre III va durar molt poc. Davant la necessitat de restablir l'ordre a la ciutat, els germans de Benet IX, Gregori i Pere de Túsculum, l'haurien portat de nou a Roma i, amb l'acord dels Crescenzi i el consentiment unànime dels ciutadans de Roma, el 10 de febrer de 1045 va expulsar al seu rival Silvestre III.
Benet IX va recuperar immediatament les regnes del poder encara que l'inici oficial del seu nou pontificat, segons informa el Liber Pontificalis, va caure només el 10 d'abril. El segon pontificat va durar molt poc: ja l'1 de maig Benet IX va abdicar, potser per desig de casar-se, venent l'ofici episcopal al prevere Giovanni "Graziano", el seu padrí, que va ser coronat amb el nom de Gregori VI el 5 maig de 1045, un sacerdot romà que va oferir-li una pensió a canvi, i segons alguns ho hauria fet per salvar l'Església de la conducta escandalosa del seu predecessor.

## El Concili de Sutri (1046)
Evidentment Benet es va penedir aviat de la venda: de fet va tornar a Roma per intentar deposar Gregori; amb ell, Silvestre també es va presentar de nou per donar suport a les seves afirmacions. Pel que fa a Gregori, haver assumit la dignitat pontifícia mitjançant un intercanvi de diners (potser un acte considerat necessari per desfer-se del indigne Benet IX) va afeblir des del principi el prestigi del nou papa, malgrat la fama de santedat que l'envoltava.
L'emperador Enric III, animat per un profund esperit de reforma de l'Església, va aprofitar la situació per convocar el Concili de Sutri a la tardor de 1046, cridant els tres papes a respondre al càrrec de simonia. Benet no va aparèixer al Concili, igual que Silvestre III, que ja feia temps que s'havia retirat de la vida pública, mentre que Gregori VI va admetre els seus pecats i va ser deposat. En lloc de Benet IX, que mentrestant havia tornat a reclamar els seus drets al tron papal, va ser elegit un nou papa, el bisbe Suidger de Bamberg, que va prendre el nom de Climent II. Va disposar de deposar de nou Benet IX el Nadal següent.

## El tercer pontificat (1047-48)
Climent II va morir sobtadament el 9 d'octubre de 1047. Benet IX va aprofitar la seu vacant i l'absència de l'emperador Enric d'Itàlia per pujar de nou al tron de Pere (8 de novembre de 1047), podent comptar amb el suport incondicional de Guaimar de Salern i Bonifaci de Canossa. L'emperador Enric III, però, va procedir a nomenar un nou papa. El 25 de desembre de 1047, Poppone di Bressanone va ser elegit a la ciutat de Pöhlde (Baixa Saxònia). L'emperador va ordenar a Bonifaci de Canossa que organitzés l'escorta del nou pontífex a la Ciutat Eterna. L'estiu de 1048 Poppone va arribar a Itàlia i va entrar a Roma: Benet IX es va refugiar als castells de Sabina i Poppone va poder establir-se al Laterà sense trobar cap resistència. El 17 de juliol de 1048 va ser consagrat papa amb el nom de Damas II. Benet IX es va negar a respondre als càrrecs de simonia i va ser excomunicat.

## Després dels pontificats
Després de l'abandonament definitiu del tron papal, els esdeveniments de la vida de Benet, després d'haver tornat a ser Teofilacte dels comtes de Túsculum, es tornen obscurs. Només sabem que l'antic pontífex va reaccionar a la deposició definitiva no dubtant a fer una guerra real contra Lleó IX, que el 2 de febrer de 1049 havia substituït Dàmas II, mort el 9 d'agost de 1048 després de només 23 dies de pontificat. Teofilacte va ser excomunicat per Leo per això (abril de 1049). El successor de Lleó IX va ser Gebhard, bisbe d'Eichstätt, elegit el setembre de 1054 amb el nom de Víctor II. El papa Víctor va acceptar les eleccions pregant per la conversió del seu predecessor-rival.
Alguns diuen que Benet va intentar fer-se amb el papat fins a la seva mort. Tanmateix, sembla que la tradició que es va retirar per penitència al monestir de Grottaferrata el 1046, on va morir el 1055 o 1056, és la més probable. Es pot dir amb certesa que el 18 de setembre de 1055 encara era viu, perquè és una donació feta per ell, pel seu germà Guido (pare de Giovanni, tres anys després Benet X) i per dos germans més al monestir de Sant Cosme. enregistrat i Damià de Roma, mentre que el 9 de gener de 1056 ja era mort, perquè els tres germans havien celebrat aquell dia 40 misses per la seva ànima.
La tradició sobre el seu retir i mort va ser establerta per l'abat Lluc el 1085 i està corroborada pels monuments sepulcrals que hi ha dins els seus murs. Segons els escrits de l'abat, Benet va renunciar definitivament al papat i va cercar remei per als seus trastorns.
D'altra banda, els comtes de Túsculum no es van resignar a la pèrdua del control de la Santa Seu, fins al punt que a la mort del successor de Víctor II, Esteve IX (1058), van intentar imposar com a candidat Joan, cardenal bisbe de Velletri, que fou comptat entre els antipapes amb el nom d'Benet X.
Benet IX va morir després d'haver vist sis successors succeir-se al seu tron després de la seva primera deposició: Silvestre III, Gregori VI, Climent II, Damas II, Lleó IX i Víctor II.

## Benet IX a la historiografia
La fama de Benet IX va ser una de les pitjors que ens han transmès els seus cronistes contemporanis. Sant Pere Damià (1007-1072), per exemple, va descriure Benet IX al Liber Gomorrhianus com "[…] revolcat en la immoralitat, un diable de l'infern disfressat de sacerdot» o com «[…] apòstol de l'Anticrist, fletxa disparada per Satanàs, vara d'Asur, fill de Belial, pudor del món, vergonya de la humanitat." Bonizone, bisbe de Sutri, va dir que solia cometre "vils adulteris i assassinats". En el tercer llibre dels seus Diàlegs, el papa Víctor III (1086-1087) va escriure que Benet "[…] era entregat a la voluptuositat i molt més inclinat a viure com a epicuri que no pas com a pontífex", pintant-lo com un dels els pitjors papes que han existit mai. La crítica moderna no difereix gaire d'aquesta imatge. Per exemple, l'Enciclopèdia Catòlica el va descriure com "[…] una desgràcia per a l'Església", i Ferran Gregorovius va escriure que amb Benet IX el papat va arribar al fons de la decadència moral: "[…] va portar tranquil·lament una vida d'un sultà oriental al Laterà".
Existeixen diverses versions sobre el final del primer pontificat de Benet IX. El bisbe de Sutri Bonizone (ca. 1145–ca. 1190) explica el final del primer pontificat amb l'opció de contraure matrimoni. Segons Claudio Rendina, però, la qüestió del matrimoni s'informa com la causa del final del segon pontificat, després de la deposició de Silvestre i abans de l'elecció de Gregori.